# Medinet al-Ghurab
Ghurab o también Medinet al-Ghurab (nombre en antiguo egipcio, Merwer), es un yacimiento arqueológico en Egipto. Está ubicado a la entrada de Fayum, no lejos de El Lahun y Hawara. Aquí se encontraron restos de casi todas las épocas de la historia faraónica. El lugar está formado por los restos de un complejo palacial y una extensa necrópolis. 

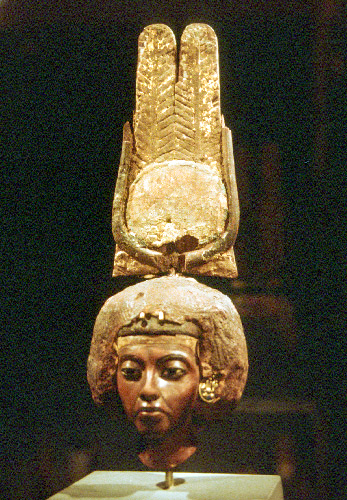
Teje (de Ghurab), Museo Egipcio de Berlín (N.º de inventario, 21834).

## Ghurab en tiempos faraónicos

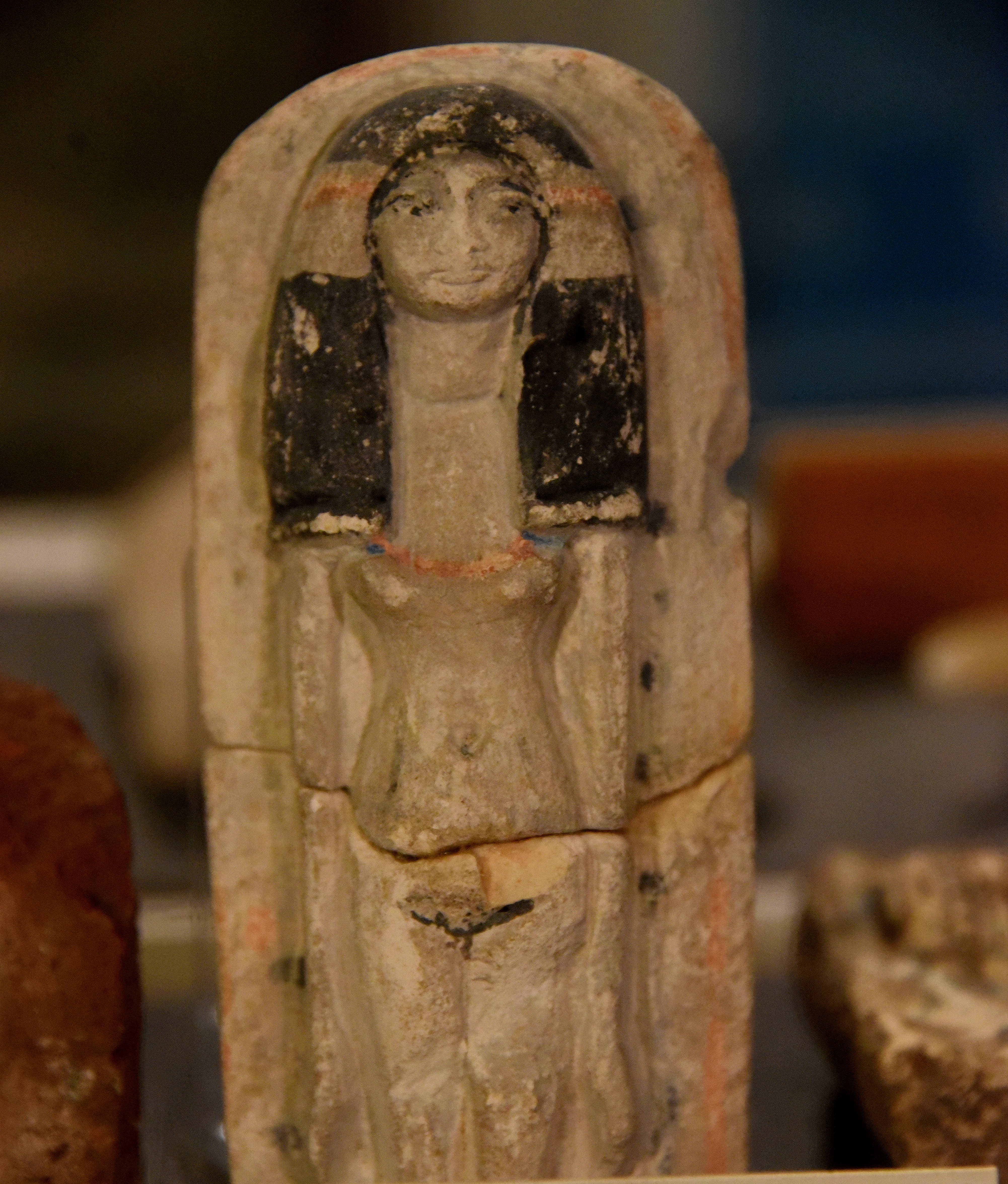
Mujer en un sofá, falta la parte inferior. Caliza blanca. Finales de la XVIII Dinastía. De Ghurab, Fayum, Egipto. Museo Petrie de Arqueología Egipcia, Londres.

Las tumbas más antiguas de este lugar se remontan a la cultura Naqada. Los restos de un modesto cementerio provienen del Imperio Antiguo y del Primer Período Intermedio, cuando sirvió como lugar de enterramiento para un pueblo rural. Ghurab se volvió particularmente importante después, en el Imperio Nuevo cuando aquí se fundó bajo Tutmosis III un importante complejo palaciego con grandes edificios palatinos, espaciosas viviendas, pasillos porticados y extensos jardines. Este existió hasta finales de la época ramésida y parece haber sido la residencia en que vivían las madres, hermanas, esposas e hijos de los reyes. En la literatura a menudo se lo conoce como el 'Palacio del Harén', pero en realidad era una residencia de campo de la familia real.
Aquí se encontró la famosa cabeza de una estatua de la reina Tiy, ahora en Berlín (véase imagen). La esposa hitita de Ramsés II Maathornefrura también vivió aquí, como lo demuestran los papiros que se encontraron en el lugar. 
Las excavaciones arqueológicas muestran como el complejo palacial estuvo lujosamente amueblado. Se encontraron vasijas de barro importadas del Egeo y Siria, y otros hallazgos fueron cuencos de loza azul oscuro, vajilla de alabastro, recipientes de maquillaje, navajas de afeitar y joyas personales como anillos, collares y escarabajos.

## Ghurab en tiempos posteriores
Después del Imperio Nuevo, el lugar perdió su importancia y el palacio fue abandonado, pero las necrópolis siguieron en uso hasta la época romana. 

## Literatura
- Flinders Petrie : Kahun, Gurob y Hawara . Paul, Trench, Trübner, London 1890 (en línea )
- Flinders Petrie: Illahun, Kahun y Gurob. 1889-1890 . Aris Philips, Warminster 1974, ISBN 0-85668-019-2 (reimpresión d. Salida London 1891 (en línea ))
- Guy Brunton, Reginald Engelbach : Gurob . Quaritch, Londres 1927 (Escuela Británica de Arqueología en Egipto y relato de Investigación Egipcia; 41).
- Darlene Gorzo:
- Margaret Serpico: Gurob . En: Janet Picton, Ivor Pridden (eds. ): Gurob, Sedment y Tarkhan (Imágenes invisibles. Fotografías de archivo en el Museo Petrie; 1). Golden House Publ., Londres 2008, ISBN 978-1-906137-04-5, págs. 17-89.